# 발트킨더가르텐
발트킨더가르텐(독일어: Waldkindergarten)은 독일의 유아교육학자 프리드리히 프뢰벨(Friedrich Fröbel)의 “교육사상 어린이들이 숫자나 글자가 아닌 자연에서 뛰어놀게 하라”는 사상에 따라 운영되는 유치원이다. 이러한 사상에 따라 독일의 숲유치원은 건물 내에서 활동하기보단 건물 밖으로 나가 자연 속에서 흙, 나무 등과 놀며 지내게 된다.

## 유래
발트킨더가르텐의 시작은 우워줄라수베여사가 헤센주의 비스바덴시에 속한 숲에서 1968년부터 시작한 '숲산책그룹'에서 찾아볼 수 있다. 그녀는 1998년까지 30년간 이 숲산책그룹을 운영하였고 그 뒤로 후계자인 헬가 훠스만에 의해 현재까지도 운영되고 있다.

### 운영현황
처음 발트킨더가르텐이 생겨난 1993년을 기점으로 학부모와 사회단체, 지방자치단체등의 후원으로 인해 2002년 73곳이던 숲 보육은 공식적 통계는 없으나 숲보육을 하는 단체들이 자체 통계로 추산하기는 어떤 단체는300곳으로, 어떤 단체는 1000곳으로 추정하고 있다. 재정은 주마다 다르지만 대략 경우 70%는 주 자치단체에서 부담하고 30%는 학부모가 부담하는 제도로 되어있다.
독일의 유아교육은 교육부가 아니라 연방-가족-노인-여자-청소년부에서 관리하고 있으며 숲보육지원은 교육기관이 아닌 e.v.(모임, 협회)에 대한 복지차원의 양육지원으로 받아 들일 수 있다. 건물이 없이 진행되는 숲보육의 비율은 공식적 통계에 비춰보면 2013년 기준으로, 0.6%~1.8%정도의 수준이다.

## 같이 보기
- 도시숲
- 모험 놀이터
- 헬리콥터 부모
- 반더포겔

## 참고 문헌
- Frank Francesco Birk (2020): Frühkindliche Bildung in Deutschland und Südkorea unter besonderer Berücksichtigung der Bildungsbereiche Bewegung, Spiel und Ästhetik in Waldkindergärten. Hamburg: Dr. Kovac Verlag.
- Peter Häfner (2002): Natur- und Waldkindergärten in Deutschland - eine Alternative zum Regelkindergarten in der vorschulischen Erziehung. Dissertation an der Universität Heidelberg.
- http://www.bmfsfj.de/BMFSFJ/kinder-und-jugend.html 보관됨 2013-11-13 - 웨이백 머신
- http://www.bmfsfj.de/BMFSFJ/kinder-und-jugend.html 보관됨 2013-11-13 - 웨이백 머신
- https://web.archive.org/web/20131026112016/http://www.bmfsfj.de/BMFSFJ/Kinder-und-Jugend/kinderbetreuung.html
- http://www.bmfsfj.de/RedaktionBMFSFJ/Broschuerenstelle/Pdf-Anlagen/Kif_C3_B6G-Vierter-Zwischenbericht-zur-Evaluation-des-Kinderf_C3_B6rderungsgesetzes,property=pdf,bereich=bmfsfj,sprache=de,rwb=true.pdf 보관됨 2013-09-03 - 웨이백 머신
- http://www.Waldkindergarten%5B깨진+링크(과거+내용+찾기)%5D Wurzelzwerge e.V. 2013.06.30.
- http://www.Waldkindergarten%5B깨진+링크(과거+내용+찾기)%5D Flensburg e.V. 2013.06.30
- http://www.Waldkindergarten%5B깨진+링크(과거+내용+찾기)%5D Falkensee e.V. 2013.06.30.
- Schaffert, Sandra (2004). Der Waldkindergarten. In: Martin R. Textor (Hrsg.), Kindergartenpädagogik – Online-Handbuch. URL: http://www.kindergartenpaedagogik.de/1216.html
- 통계 연방부처, Statistisches Bundesamt
- 독일통계청(2013.06.30) https://web.archive.org/web/20131202223149/http://www.statistikportal.de/Statistik-Portal/de_jb01_z2.asp